# Rindera neubaueri
Rindera neubaueri är en strävbladig växtart som först beskrevs av K. H. Rechinger, och fick sitt nu gällande namn av K. H. Rechinger och Riedl. Rindera neubaueri ingår i släktet Rindera och familjen strävbladiga växter. Inga underarter finns listade i Catalogue of Life.